# Gare de Marsac (Dordogne)
Gare de Marsac vasútállomás Franciaországban, Marsac-sur-l'Isle településen.

## Vasútvonalak
Az állomást az alábbi vasútvonalak érintik:
- Coutras-Tulle-vasútvonal

## Kapcsolódó állomások
A vasútállomáshoz az alábbi állomások vannak a legközelebb:
- Gare de Périgueux (Gare de Niversac, Périgueux rail shuttle)
- Gare de Razac (Gare de Mussidan, Périgueux rail shuttle)